# John Cho
John Yohan Cho (* 16. červen, 1972, Soul, Jižní Korea) je americký herec a hudebník korejského původu.

## Počátky
Narodil se v Soulu, vyrůstal ale od útlého dětství v Los Angeles. Jeho otec byl představeným křesťanské církve. John sám vystudoval Herbert Hoover High School a University of California a učil angličtinu na Pacific Hills School v Západním Hollywoodu.

## Kariéra
Před kamerou se poprvé objevil v roce 1997, a to konkrétně v seriálu Boston Common. Známým se stal jak v USA, tak i v České republice v roce 1999 díky roli v teenagerovské komedii Prci, prci, prcičky a objevil se pak i v jejím druhém a třetím pokračování. Největší úspěch a slávu mu však přinesly série komedií s názvem Zahulíme, uvidíme, ve kterých obsadil jednu ze dvou hlavních rolí.
Objevil se také v dalších celovečerních filmech. K těm nejznámějším patří Americká krása, Evoluce, Zpátky na zem. V roce 2009 obsadil roli Hikaru Sulua v sci-fi filmu Star Trek, přičemž tuto postavu si zopakoval v následujících snímcích Star Trek: Do temnoty (2013) a Star Trek: Do neznáma (2016).
Vidět jsme jej mohli také v několika epizodních rolích seriálů jako Chirurgové, Čarodějky nebo Dr. House.

## Ocenění
V roce 2009 získal BSFC Award spolu s dalšími hlavními představiteli z filmu Star Trek.
Za stejný film byl opět spolu s hlavními představiteli ve stejném roce nominován na WAFCA Award a v roce 2010 na Critics Choice Award, tentokrát však úspěšný nebyl. S Kalem Pennem byl pak v roce 2005 nominován na dvě ceny MTV Movie Award a na cenu Teen Choice Award za film Zahulíme, uvidíme, ani tentokrát však úspěšný nebyl.

## Hudba
Je hlavním zpěvákem skupiny Viva La Union, jejíž píseň Chinese Baby je možné slyšet ve filmu Zahulíme, uvidíme 2.

## Filmografie

### Filmy
- 1997 - Shopping for Fangs, Vrtěti psem
- 1998 - Exchange Value, Yellow
- 1999 - Prci, prci, prcičky, Trhák pana Bowfingera, Americká krása
- 2000 - Flintstoneovi 2 - Viva Rock Vegas, Among Others
- 2001 - Nenarozený, Zpátky na zem, Pavilon žen, Evoluce, Prci, prci, prcičky 2
- 2002 - Better Luck Tomorrow, Velký tlustý lhář, Solaris
- 2003 - Prci, prci, prcičky 3: Svatba, Western Avenue
- 2004 - See This Movie, Zahulíme, uvidíme, V dobré společnosti
- 2005 - Bam Bam and Celeste
- 2006 - Hledáme Ydol, Žhavé nápady
- 2007 - Chechták, To, co dýchám, West 32nd
- 2008 - Zahulíme, uvidíme 2, Rande na jednu noc
- 2009 - Star Trek, Saint John of Las Vegas
- 2010 - Caller ID
- 2013 - Star Trek: Do temnoty
- 2016 - Star Trek: Do neznáma

### Televizní filmy
- 1998 - The Tiger Woods Story
- 2001 - Pavoučí nestvůra
- 2005 - Untitled David Diamond/David Weissman Project
- 2007 - Up All Night
- 2008 - Harold & Kumar Go to Amsterdam

### Seriály
- 1997 - Boston Common, The Jeff Foxworthy Show
- 1998 - Felicity, V.I.P., Čarodějky
- 1999 - Sedm statečných
- 2000 - Daddio
- 2001 - Statick Shock
- 2001 - 2002 - Off Centre
- 2003 - Divize, Kim Possible
- 2004 - The Men's Room
- 2005 - Dr. House
- 2005 - 2006 - Kitchen Confidental
- 2006 - American Dad!, Chirurgové
- 2007 - The Singles Table, Til Death, Jak jsem poznal vaši matku, Ošklivka Betty
- 2009 - 2010 - FlashForward - Vzpomínka na Budoucnost
- 2010 - Backwash, Children's Hospital
- 2013 - Ospalá díra